# Jean-Bernard Zuber
Jean-Bernard Zuber ist ein französischer theoretischer und mathematischer Physiker.
Zuber studierte 1966 bis 1968 an der École polytechnique und war danach als Forscher des CNRS am Kernforschungszentrum in Saclay in der Abteilung theoretische Physik. 1974 promovierte er (Thése d´Etat) bei Jean Zinn-Justin an der Universität Paris-Süd (XI) in Orsay (Les champs de Yang-Mills et la diffusion des mesons pseudoscalaires). Von 1975 bis 2004 war er in gleicher Funktion als Ingenieur des CEA (Commissariat à l´Énergie Atomique) in Saclay und gleichzeitig 1995 bis 1998 Professor an der Universität Paris VII. Seit 2004 war er Professor an der Universität Paris VI. Seit 2005 ist er Direktor der Fédération de Recherches Interactions Fondamentales (FRIF). 1995 bis 2000 war er Direktor der Sektion theoretische Physik des CNRS.
Zuber ist mit Claude Itzykson, mit dem er häufig zusammenarbeitete, Verfasser eines Standardwerks zur Quantenfeldtheorie (QFT). Er befasste sich neben Anwendungen der QFT in der Elementarteilchenphysik auch mit statistischer Mechanik, zum Beispiel dem Isingmodell, und insbesondere mit konformen Feldtheorien, Zufallsmatrizen und Matrixintegrale einschließlich Anwendungen in der Kombinatorik und auf die Knotentheorie.
1989 erhielt er den Prix Dostaut-Blutet der französischen Akademie der Wissenschaften und 1991 den Prix Paul Langevin der französischen physikalischen Gesellschaft. Seit 1999 ist er Chevalier des Palmes Academiques.

## Schriften
- mit Claude Itzykson: Quantum Field Theory, McGraw Hill 1980, Dover 2005
- Herausgeber mit Itzykson, Saleur: Conformal invariance and applications to statistical mechanics, World Scientific 1988
- Herausgeber mit Raymond Stora: Recent advances in field theory and statistiscal mechanics, Les Houches Summer School Band 39, 1982, North Holland 1984
- Herausgeber mit Édouard Brézin, Zinn-Justin: Fields, Strings and critical phenomena, Les Houches Summer School, Band 49, 1988, Elsevier 1989 (darin von Zuber: Conformal field theories, Coulomb gas picture and integrable models)
- Herausgeber mit Jean-Michel Drouffe: The mathematical beauty of physics- a memorial volume for Claude Itzykson, World Scientific 1997
- Herausgeber mit Cécile DeWitt-Morette: Quantum field theory- perspective and prospective (Les Houches 1998), Kluwer 1999